# Liste der Biografien/Fet
Liste der Biografien |
Portal Biografien |
Personensuche
# |
A |
B |
C |
D |
E |
F |
G |
H |
I |
J |
K |
L |
M |
N |
O |
P |
Q |
R |
S |
T |
U |
V |
W |
X |
Y |
Z |
?
 
Fa |
Fe |
Ff |
Fh |
Fi |
Fj |
Fk |
Fl |
Fm |
Fn |
Fo |
Fr |
Ft |
Fu |
Fy
 
Fea |
Feb |
Fec |
Fed |
Fee |
Fef |
Feg |
Feh |
Fei |
Fej |
Fek |
Fel |
Fem |
Fen |
Feo |
Fer |
Fes |
Fet |
Feu |
Fev |
Few |
Fey |
Fez
Die Liste der Biografien führt alle Personen auf, die in der deutschsprachigen Wikipedia einen Artikel haben. Dieses ist eine Teilliste mit 130 Einträgen von Personen, deren Namen mit den Buchstaben „Fet“ beginnt.

## Fet
- Fet, Abram Iljitsch (1924–2007), sowjetischer Philosoph, Dissident und Mathematiker
- Fet, Afanassi Afanassjewitsch (1820–1892), russischer Dichter
- Fet, Mari (* 1971), deutsche Fußballspielerin

### Feta
- Fetahović, Almedin (* 1964), jugoslawischer bzw. bosnischer Boxer
- Fetahu, Anteo (* 2002), albanischer Fußballspieler
- Fetai, Bajram (* 1985), dänisch-mazedonischer Fußballspieler
- Fetaj, Gentiana (* 2002), deutsch-kosovarische Fußballspielerin

### Fetc
- Fetchenhauer, Detlef (* 1965), deutscher Psychologe und Soziologe
- Fetchit, Stepin (1902–1985), US-amerikanischer Komiker, Schauspieler und Sänger

### Fete
- Fetecău, Irina (* 1996), rumänische Tennisspielerin
- Fetekta, altägyptischer Beamter

### Fetf
- Fetfatzidis, Ioannis (* 1990), griechischer Fußballspieler

### Feth
- Feth, Monika (* 1951), deutsche Journalistin und SchriftstellerinMonika Feth (* 1951)

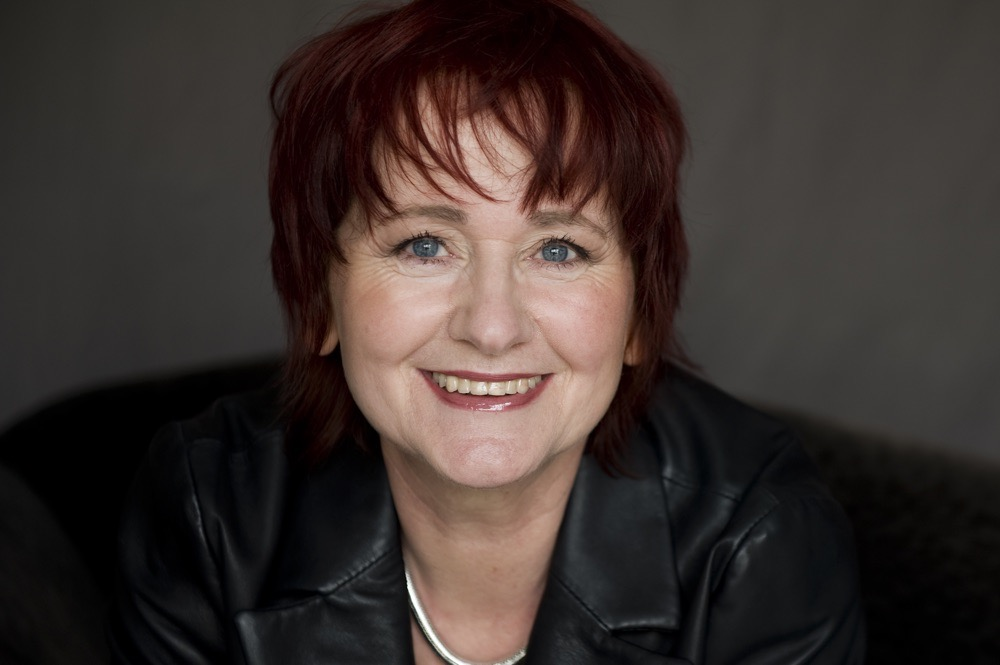
Monika Feth (* 1951)

- Feth, Stefan (* 1980), deutscher Tischtennisspieler und -trainer
- Feth, Werner (1911–1964), deutscher Fußballspieler
- Fetherstonhaugh, Grace (* 2000), kanadische Hindernisläuferin
- Fethi Bey (1887–1914), türkischer Militärpilot
- Fethke, Jan (1903–1980), deutsch-polnischer Filmregisseur, Drehbuchautor und Esperanto-Schriftsteller

### Feti
- Fetik, Ilse (* 1957), österreichisches Mitglied des Bundesrats (SPÖ), Mitglied des Bundesrates
- Fétis, François-Joseph (1784–1871), belgischer Komponist, Musikkritiker und Musikbiograph
- Fetisova, Yekaterina (* 2003), usbekische Rhythmische Sportgymnastin
- Fetissow, Andrei Sergejewitsch (* 1972), russischer Basketballspieler
- Fetissow, Roman (* 1983), russischer Squashspieler
- Fetissow, Wjatscheslaw Alexandrowitsch (* 1958), russischer Eishockeyspieler und -trainer, MinisterWjatscheslaw Alexandrowitsch Fetissow (* 1958)

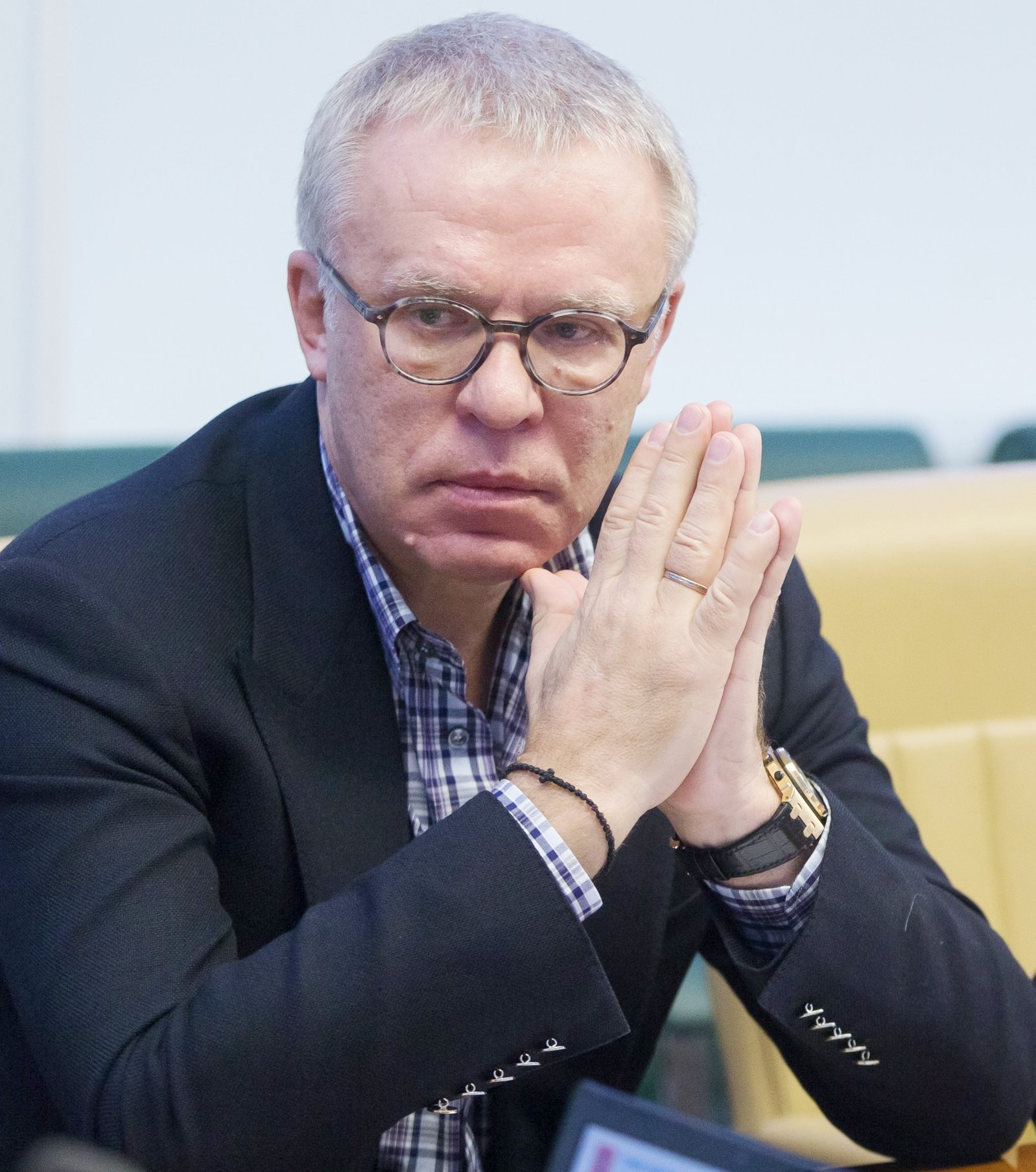
Wjatscheslaw Alexandrowitsch Fetissow (* 1958)

- Fetissowa, Irina Iwanowna (* 1956), sowjetische Schwimmerin und Ruderin

### Fetj
- Fetjaine, Jean-Louis (* 1956), französischer Fantasy-Autor

### Fetk
- Fetkötter, Heinrich (* 1902), deutscher Hauptschriftleiter

### Fetl
- Fetlińska, Janina (1952–2010), polnische Politikerin und Senatorin

### Fetr
- Fetrás, Oscar (1854–1931), deutscher Komponist und Dirigent
- Fetrie, Majeti (* 1974), ghanaischer Gewichtheber

### Fets
- Fetsch, Adolf (* 1940), deutscher Politiker (CSU)
- Fetsch, Johannes (* 1861), deutsch-russischer römisch-katholischer Geistlicher und Märtyrer
- Fetsch, Mathias (* 1988), deutscher Fußballspieler
- Fetsch, Thomas (* 1969), deutscher Politiker (AfD) und Rechtsanwalt
- Fetscher, Andy (* 1980), deutsch-rumänischer Regisseur, Kameramann und Drehbuchautor
- Fetscher, Caroline (* 1958), deutsche Journalistin und Publizistin
- Fetscher, Iring (1922–2014), deutscher Politikwissenschaftler
- Fetscher, Rainer (1895–1945), österreichisch-deutscher MedizinerRainer Fetscher (1895–1945)

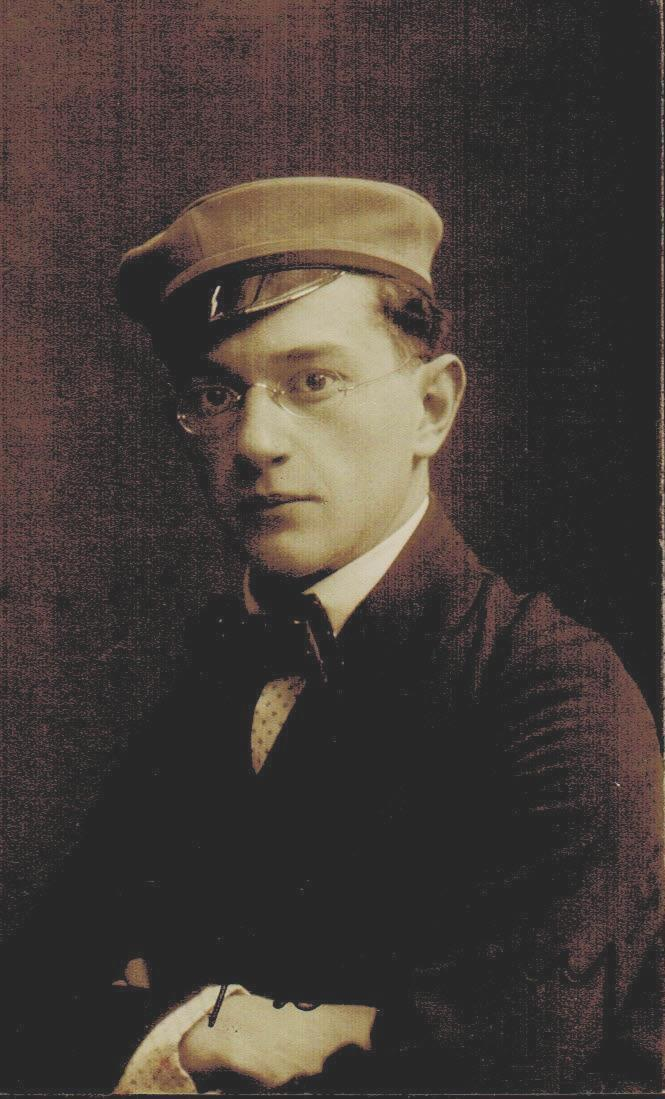
Rainer Fetscher (1895–1945)

- Fetscher, Siegfried (* 1922), deutscher Schauspieler
- Fetscherin, Annette (* 1983), Schweizer Sportjournalistin und TV-Moderatorin
- Fetscherin, Bernhard Rudolf (1796–1855), Schweizer Historiker, Theologe und Politiker, Regierungsrat Bern
- Fetser, Otto (* 1980), deutscher Handballtrainer und Handballspieler
- Fetsis, Alexios, griechischer Sportschütze
- Fetsis, Angelos (* 1878), griechischer Leichtathlet

### Fett
- Fett, Albert (1872–1963), deutscher Generalleutnant sowie SS-Gruppenführer
- Fett, Ben (1886–1960), österreichisch-polnisch-israelischer Journalist, Zionist und Filmproduzent
- Fett, Isidor (1874–1933), österreichischer Unternehmer und Filmproduzent sowie ein Münchner Filmpionier
- Fett, Jana (* 1996), kroatische Tennisspielerin
- Fettahoğlu, Nur (* 1980), türkisch-deutsche Schauspielerin, Modedesignerin und FernsehmoderatorinNur Fettahoğlu (* 1980)

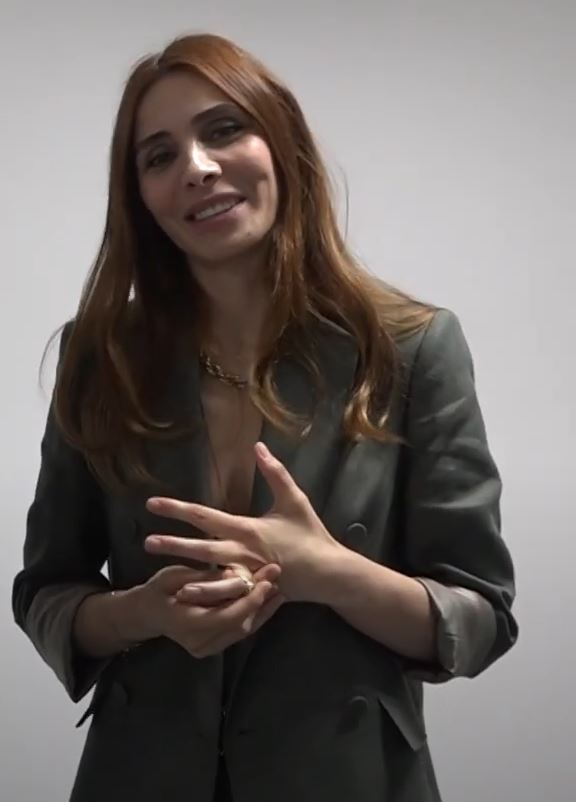
Nur Fettahoğlu (* 1980)

- Fettback, Franz (1854–1939), deutscher Unternehmer in der Papierwaren- und Kartonageindustrie sowie Druckereibesitzer
- Fettback, Thomas (* 1959), deutscher Politiker (SPD) und Oberbürgermeister
- Fette, Christian (1895–1971), deutscher Gewerkschafter, Vorsitzender des DGB, Politiker (SPD), MdL
- Fette, Robert (1879–1934), deutscher Verwaltungsbeamter und Politiker (SPD)
- Fettel, Johannes (1902–1987), deutscher Wirtschaftswissenschaftler und Hochschullehrer
- Fettell, Clayton (* 1986), australischer Triathlet
- Fetter Júnior, Adolfo Antônio (* 1954), brasilianischer Politiker der Progressistas (PP)
- Fetter, Adolf von (1846–1919), preußischer General der Infanterie
- Fetter, Dieuwke (* 1991), niederländische Ruderin
- Fetter, Dolores, österreichische Tischtennisspielerin
- Fetter, Erik (* 2000), ungarischer Radrennfahrer
- Fetter, Leigh Ann (* 1969), US-amerikanische Schwimmerin
- Fetter, William (1928–2002), US-amerikanischer Grafikdesigner und Pionier der Computergrafik
- Fetterle, Florian, österreichischer Sänger, Schauspieler und Musicaldarsteller
- Fetterlein, Ernst (1873–1944), russisch-britischer Kryptoanalytiker
- Fetterlein, Frederik (* 1970), dänischer Tennisspieler
- Fetterman, John (* 1969), US-amerikanischer Politiker der Demokratischen ParteiJohn Fetterman (* 1969)

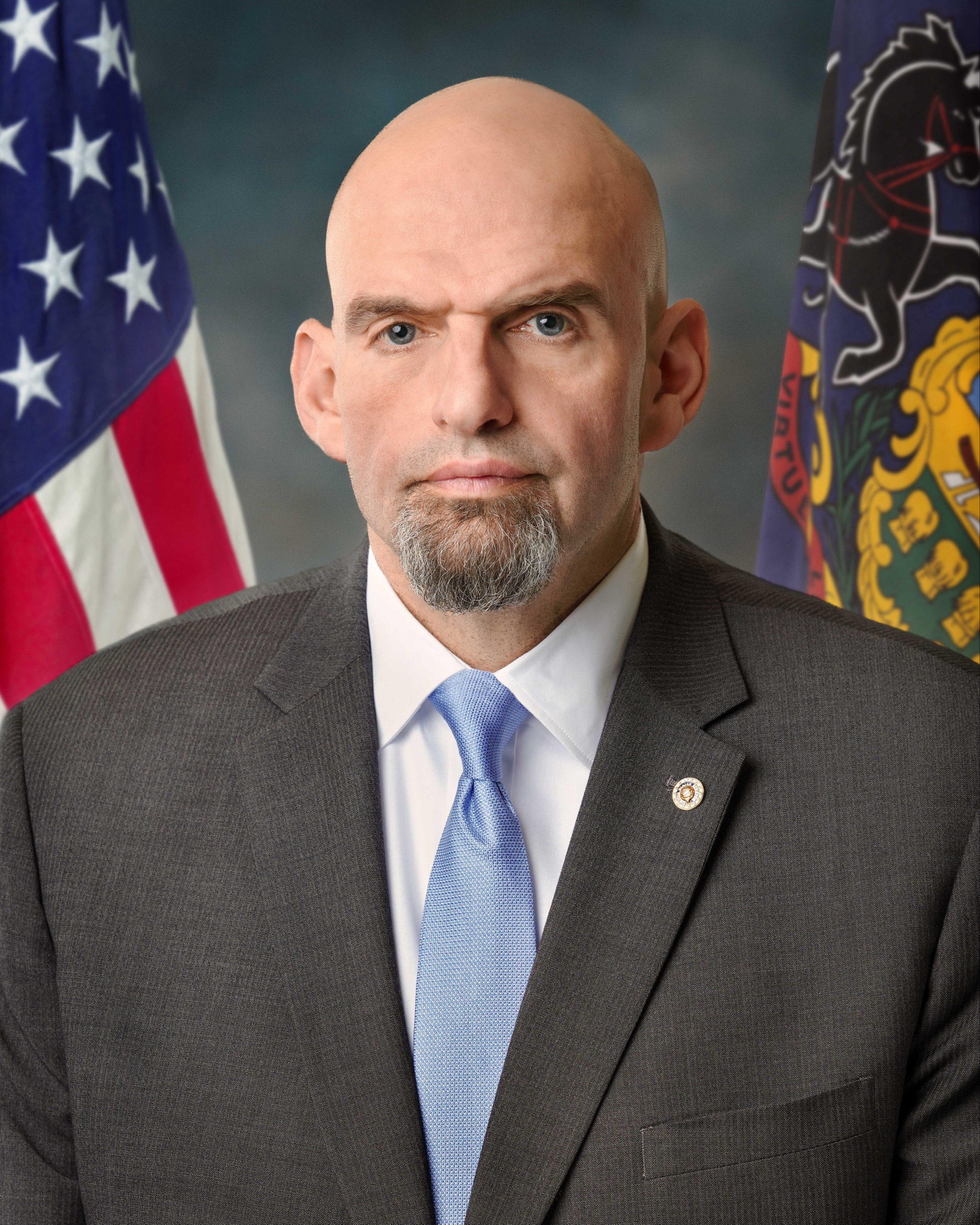
John Fetterman (* 1969)

- Fetters, Will, US-amerikanischer Drehbuchautor
- Fettes, Christopher (* 1937), englischer Lehrer und Landwirt, Gründer und Vorsitzender der Ecology Party of Ireland
- Fettes, Hilaire (1898–1971), luxemburgischer Ringer
- Fetthauer, Peter (* 1944), deutscher Künstler, Maler, Zeichner, Graphiker, Bildhauer
- Fetthauer, Wilhelm (1866–1925), Mitglied des Provinziallandtages der Provinz Hessen-Nassau
- Fetti, Domenico († 1623), italienischer Maler des Barock
- Fettig, Mary (* 1953), US-amerikanische Jazzmusikerin
- Fettig, Mitch (* 1996), US-amerikanischer American-Football-Spieler
- Fettin, Theo (1919–1989), deutscher SED-Funktionär, FDJ-Funktionär und Journalist
- Fetting, Hugo (1923–2020), deutscher Theaterwissenschaftler
- Fetting, Klaus (* 1938), deutscher Fußballspieler
- Fetting, Nicole (* 1980), deutsche Volleyball-Nationalspielerin
- Fetting, Otto (1871–1933), Begründer, Apostel und der Leiter der Kirche Christi mit der Elias-Botschaft
- Fetting, Rainer (* 1949), deutscher Maler und Bildhauer
- Fettiplace, Robert (* 1946), britischer Neurowissenschaftler
- Fettis, Gary (* 1950), US-amerikanischer Szenenbildner im Film
- Fettke, Peter (* 1973), deutscher Wirtschaftsinformatiker
- Fettke, Siegfried (1928–2012), deutscher Fußballspieler
- Fettling, Max (1907–1974), deutscher Gewerkschafter, Opfer des Stalinismus
- Fettman, Martin J. (* 1956), US-amerikanischer Astronaut
- Fettmilch, Vinzenz († 1616), deutscher Schreiber und Lebkuchenbäcker und einer der Anführer des Fettmilchaufstandes
- Fettner, Ernst (1921–2021), österreichischer Journalist und Opfer des Nationalsozialismus
- Fettner, Manuel (* 1985), österreichischer SkispringerManuel Fettner (* 1985)

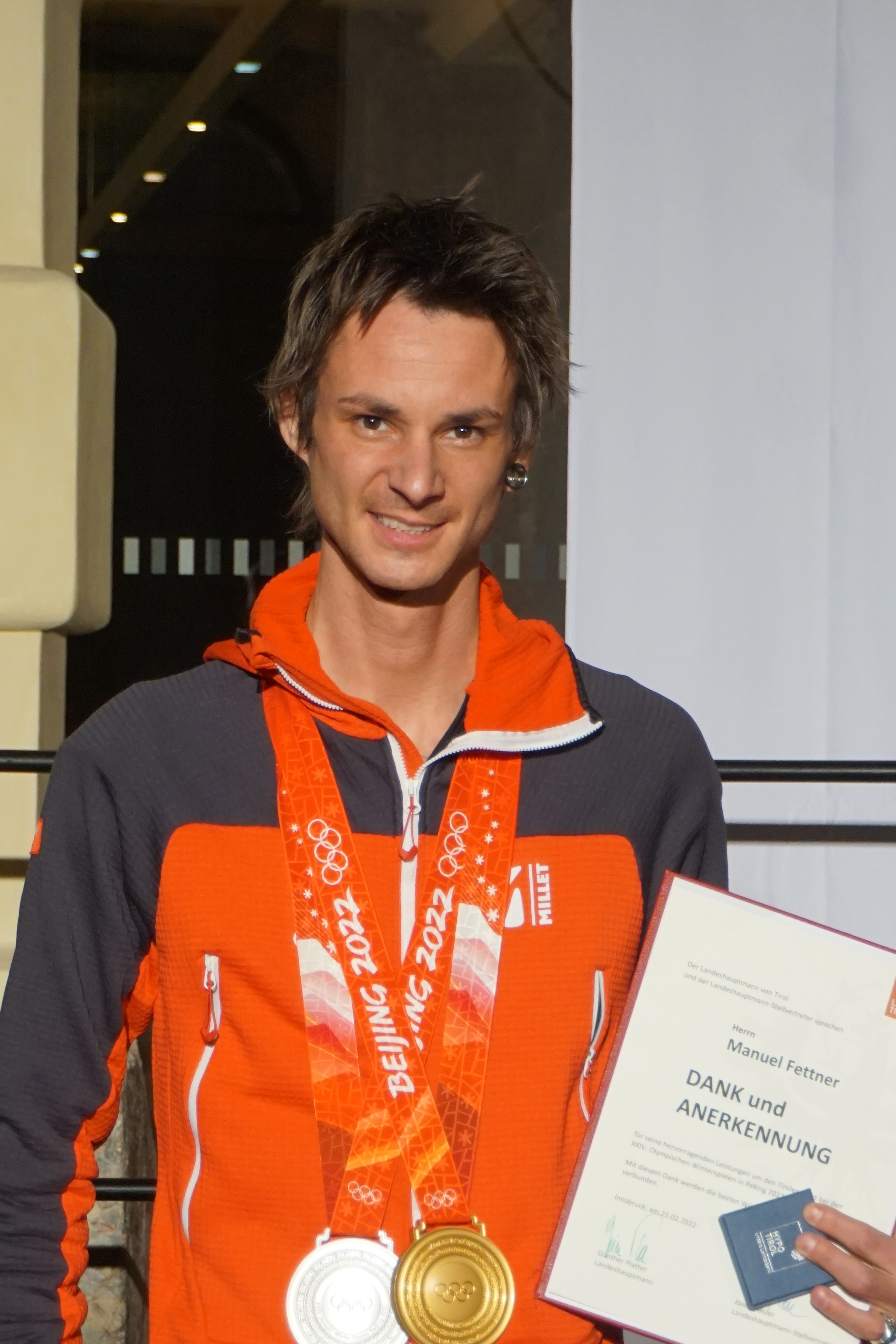
Manuel Fettner (* 1985)

- Fettner, Nicolas (* 1987), österreichischer Skispringer
- Fettouhi, Driss (* 1989), marokkanischer Fußballspieler
- Fettt, Boba (* 1975), deutscher Rapper
- Fettweis, Alfred (1926–2015), deutscher Ingenieurwissenschaftler und Nachrichtentechniker
- Fettweis, Ewald (1881–1967), deutscher Mathematikpädagoge und Mathematikhistoriker
- Fettweis, Gerhard (* 1962), deutscher Elektroingenieur und Professor für Nachrichtentechnik
- Fettweis, Günter B. (1924–2018), deutscher Bergbauingenieur und Hochschullehrer für Bergbaukunde
- Fettweis, Helmut (1920–2007), deutscher Offizier und Journalist
- Fettweis, Karola (1909–1994), deutsche Juristin und Rechtsanwältin
- Fettweis, Leopold (1848–1912), US-amerikanischer Bildhauer
- Fettweis, Ludwig (1866–1944), deutscher Architekt
- Fettweis, Rudolf (1882–1956), deutscher Elektroingenieur, badischer Baubeamter, Manager in der Elektrizitätswirtschaft (Vorstandsmitglied der Badenwerk AG)
- Fetty Wap (* 1991), US-amerikanischer RapperFetty Wap (* 1991)

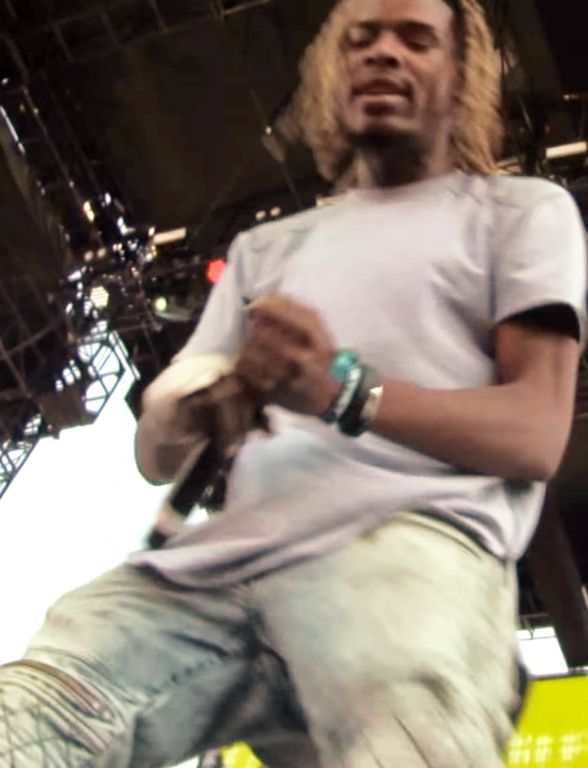
Fetty Wap (* 1991)

### Fetz
- Fetz, Andreas (1832–1899), österreichischer Politiker und Advokat
- Fetz, Anita (* 1957), Schweizer Politikerin (SP)
- Fetz, Bernhard (* 1963), österreichischer Literaturwissenschaftler und Biographie-Forscher
- Fetz, Daniel (* 1984), österreichischer Wakeboardfahrer
- Fetz, Eberhard (* 1940), US-amerikanischer Neurophysiologe
- Fetz, Friedrich (1927–2013), österreichischer Sportler, Sportwissenschaftler und Biomechaniker
- Fetz, Helmuth (1928–2010), österreichischer Maler
- Fetz, Jakob (1905–1946), deutscher KPD-Funktionär und KZ-Häftling
- Fetz, Leopold (1915–2012), österreichischer Maler, Illustrator und Grafiker
- Fetz, Reto Luzius (* 1942), Schweizer Philosoph, Hochschullehrer
- Fetz, Tine (* 1984), deutsche Illustratorin und Comiczeichnerin
- Fetzer, Anita (* 1958), deutsche Sprachwissenschaftlerin
- Fetzer, Berthold von (1846–1931), deutscher Mediziner
- Fetzer, Brigitte (1956–2025), deutsche Volleyballspielerin
- Fetzer, Carl August Friedrich (1809–1885), württembergischer liberaler Politiker
- Fetzer, Christian (* 1984), deutscher Ringer
- Fetzer, Dirk (* 1971), deutscher Philosoph
- Fetzer, Fanni (* 1974), Schweizer Museumsdirektorin
- Fetzer, Frida (1855–1934), amerikanisch-deutsche baptistische Publizistin und Funktionärin
- Fetzer, Friedrich (1896–1985), deutscher Ministerialdirektor
- Fetzer, Johann Georg (1845–1909), deutscher baptistischer Theologe
- Fetzer, Johann Karl (1768–1847), Schweizer Politiker, Tagsatzungsgesandter
- Fetzer, Max (1895–1988), deutscher Verwaltungsjurist
- Fetzer, Rhona (* 1963), deutsche Richterin des Bundesverfassungsgerichts
- Fetzer, Thomas (* 1974), deutscher Rechtswissenschaftler
- Fetzer, Tilmann (* 1982), deutscher Degenfechter
- Fetzner, Daniel (* 1966), deutscher Medienkünstler
- Fetzner, Steffen (* 1968), deutscher TischtennisspielerSteffen Fetzner (* 1968)

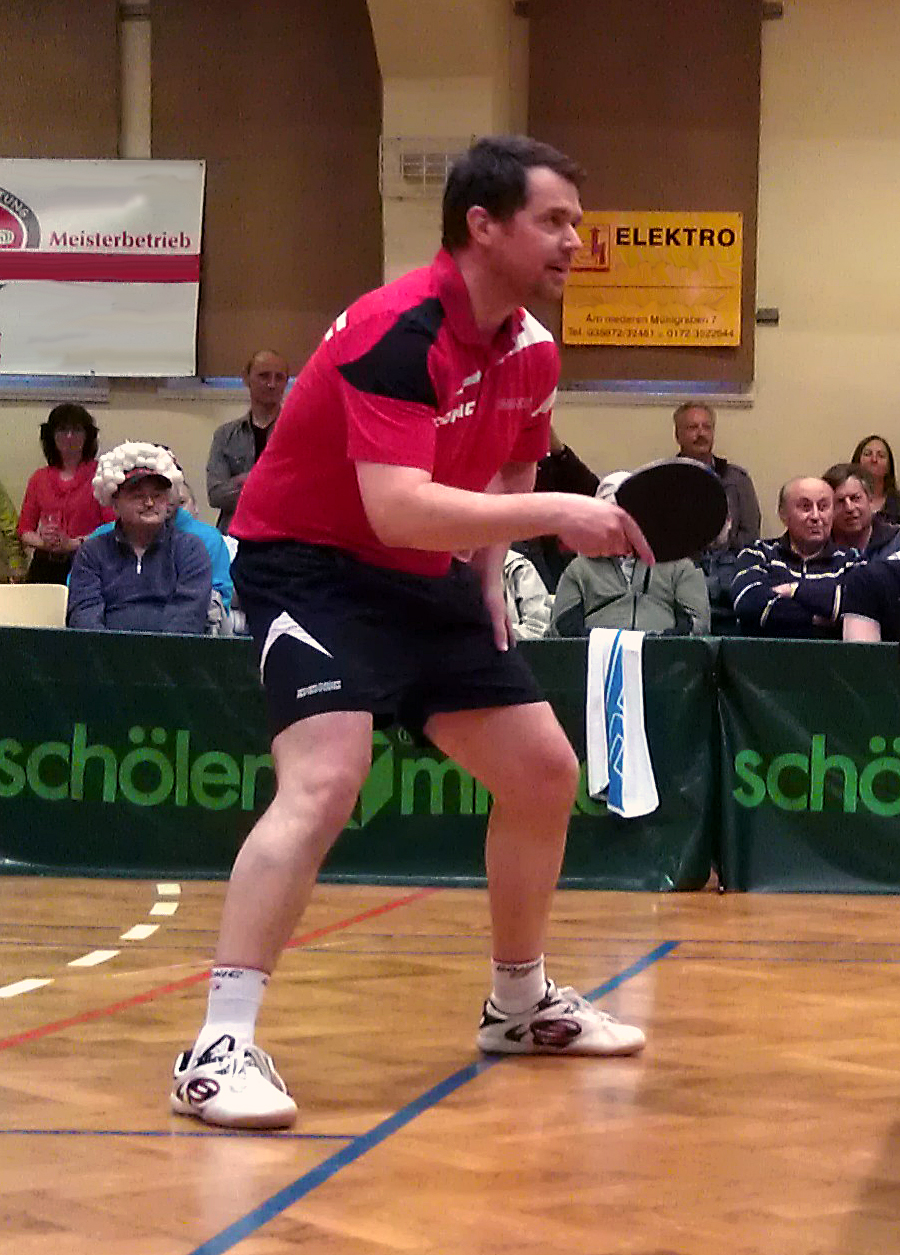
Steffen Fetzner (* 1968)